# Thereus pseudarcula
Thereus pseudarcula is een vlinder uit de familie van de Lycaenidae. De wetenschappelijke naam van de soort werd in 1928 gepubliceerd door Eugenio Giacomelli.